# Hejdebyhöjdens naturreservat
Hejdebyhöjdens naturreservat är ett naturreservat i Region Gotland på Gotland.
Området är naturskyddat sedan 2022 och är 104 hektar stort. Reservatet ligger söder om Hejdeby kyrka och består av hällmarkstallskog, kalkbarrskog och alvarmarker. 